# Funa jeffreysii
Funa jeffreysii é uma espécie de gastrópode do gênero Inquisitor, pertencente a família Pseudomelatomidae.